# Tadeusz Ziółkowski
Tadeusz Ziółkowski (ur. 5 czerwca 1886 w Wiskitnie k. Koronowa, zm. 11 stycznia lub 22 marca 1940 w Stutthofie) – polski kapitan żeglugi wielkiej, komandor pilotów portu gdańskiego, „Pierwszy żeglarz Rzeczypospolitej”.

## Życiorys
Po szkołach w rodzinnym Wiskitnie, a następnie w Bydgoszczy, jako szesnastolatek dostał się w Hamburgu na szkolny żaglowiec „Grossherzogin Elizabeth”. Następnie pływał jako marynarz na kilku innych żaglowcach. 1905-06 uczył się w szkole marynarki handlowej w Hamburgu i po kilkumiesięcznej praktyce na parowcu „Thekla Bohlen” zdał egzamin na sternika dalekiej żeglugi. Pływał jako oficer na kilku parowcach, a 7 lutego 1910 zdał egzaminy i uzyskał stopień kapitana żeglugi wielkiej. W latach 1910–1911 odbywał służbę wojskową na pancerniku „Pommern”. W 1914 otrzymał uprawnienia radiotelegrafisty II klasy i został przyjęty do korpusu oficerskiego na linii żeglugowej Hamburg – Ameryka Południowa. Podczas I wojny światowej wcielony do niemieckiej marynarki wojennej. W stopniu podporucznika marynarki służył na krążowniku pomocniczym (uzbrojonym transatlantyku) „Kronprinz Wilhelm” jako oficer wachtowy, był też dowódcą trzech zdobytych przez niego statków. Wraz z okrętem, wiosną 1915 został internowany w USA.
W październiku 1919 powrócił do Polski. 27 października 1920 powołany do Polskiej Marynarki Wojennej z przydziałem do Komendy Portu Wojennego w Pucku. 4 września 1921 został komendantem żaglowca szkolnego Marynarki Wojennej „Lwów”. W 1922 statek przekazano resortowi przemysłu i handlu, a Ziółkowski, który pozostał jego kapitanem, przeszedł do rezerwy w stopniu kapitana marynarki. W maju 1923 „Lwów” pod jego dowództwem wypłynął w swój pierwszy dalekomorski rejs do Brazylii. W trakcie rejsu żaglowiec, jako pierwsza w historii polska jednostka, 13 sierpnia 1923 r. przekroczył równik.
4 marca 1924 został wybrany na zastępcę komandora Urzędu Pilotów, podlegającego Radzie Portu i Dróg Wodnych w Gdańsku. W styczniu 1929 objął stanowisko komandora w związku z przejściem na emeryturę dotychczasowego komandora H. Wunderlicha. Zainicjował kampanię na rzecz wychowania morskiego wśród harcerzy i młodzieży akademickiej – od 1932 był kierownikiem sportowo-żeglarskim Polskiego Klubu Morskiego, doprowadził do udziału polskiej ekipy żeglarskiej na igrzyskach olimpijskich w 1936.
25 sierpnia 1939 podczas wchodzenia do portu gdańskiego pancernika „Schleswig-Holstein” komandor Ziółkowski wraz z kilkoma innymi polskimi pracownikami Rady Portu i Dróg Wodnych został aresztowany przez policję gdańską za odmowę wprowadzenia tego okrętu do portu zamiast anonsowanego wcześniej przez Niemców krążownika Königsberg. Po kilku godzinach zwolniony i przywrócony na stanowisko, został ponownie aresztowany nad ranem 1 września 1939. Był więziony w obozie w Nowym Porcie, a następnie został osadzony w nowo powstałym obozie Stutthof. Zginął w jednej ze zbiorowych egzekucji działaczy polskich w Gdańsku – zdaniem Brunona Zwarry w dniu 11 stycznia, według większości innych autorów 22 marca 1940. Po ekshumacji, jego szczątki przeniesiono w 1947 na Cmentarz na Zaspie.

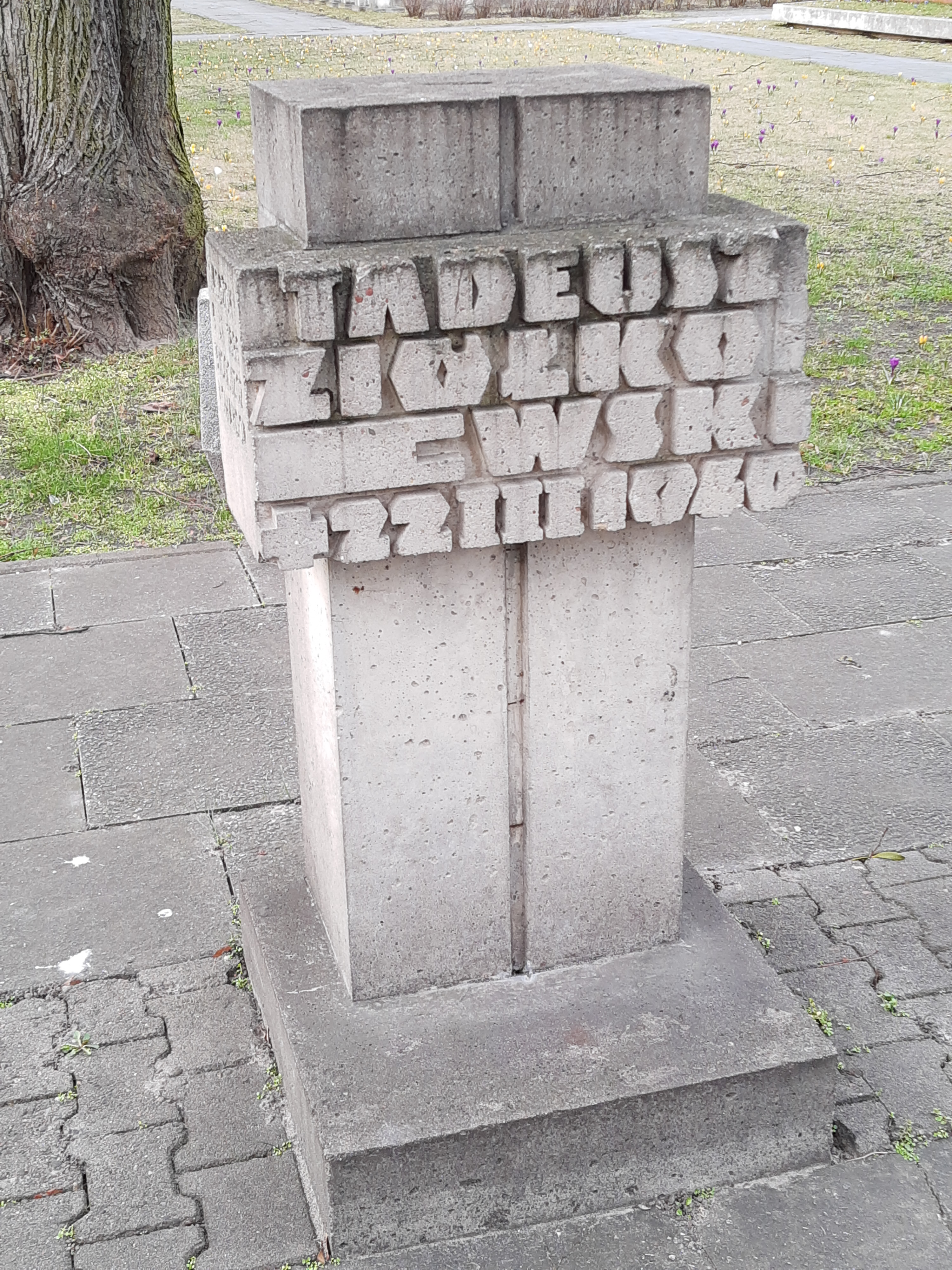
Grób Tadeusza Ziółkowskiego na Cmentarzu Ofiar Hitleryzmu na Zaspie

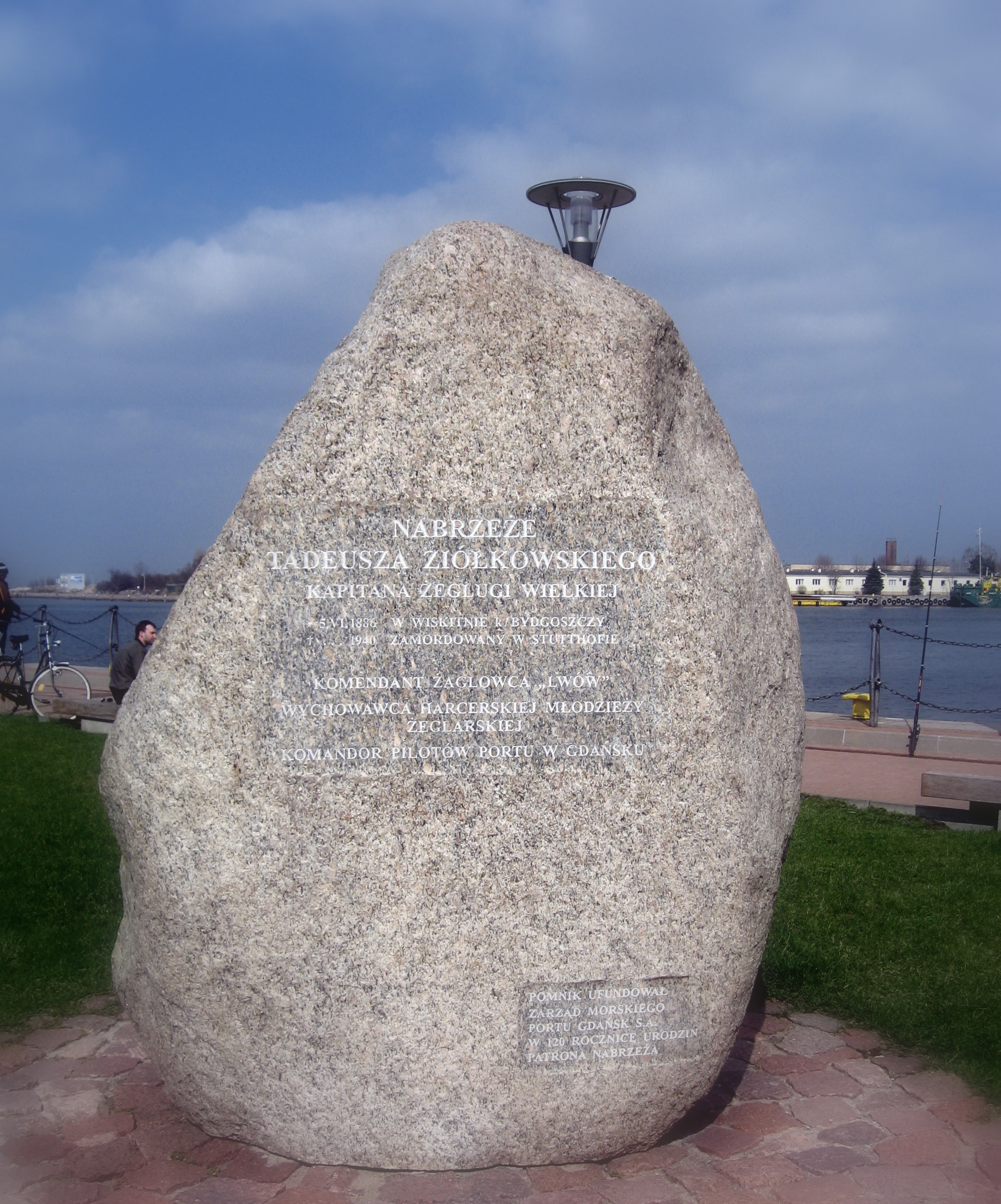
Pamiątkowy obelisk na Nabrzeżu Ziółkowskiego w Gdańsku-Nowym Porcie, 2011

## Odznaczenia
- Krzyż Oficerski Orderu Odrodzenia Polski (2 maja 1924)[2][3][4]
- Złoty Krzyż Zasługi (16 marca 1934)[5]

## Upamiętnienie
Imię Tadeusza Ziółkowskiego noszą Szkoła Podstawowa nr 67 w Gdańsku, Szkoła Podstawowa nr 39 w Bydgoszczy oraz Zespół Szkół w Wierzchucinie Królewskim. Tadeusz Ziółkowski jest jednym z patronów Szkoły Podstawowej nr 19 im. Zasłużonych Ludzi Morza w Gdańsku (dawniej: Zespołu Kształcenia Podstawowego i Gimnazjalnego nr 6 im. Zasłużonych Ludzi Morza w Gdańsku). Jedno z nabrzeży w porcie gdańskim nosi nazwę „Nabrzeże Ziółkowskiego”. W 1963 statek Polskich Linii Oceanicznych otrzymał nazwę „Kapitan Ziółkowski”. W roku 1969 na domu przy ulicy Grunwaldzkiej 103 w Bydgoszczy zawieszono tablicę upamiętniającą miejsce zamieszkania Ziółkowskiego w latach 1890–1904. Na Targu Rybnym w Gdańsku znajduje się pomnik komandora Ziółkowskiego, wykonany przez artystę rzeźbiarza Stanisława Szwechowicza w 1989. W 2006 r. w 120. rocznicę urodzin kapitana ustawiono pamiątkowy obelisk na Nabrzeżu Ziółkowskiego w Gdańsku-Nowym Porcie. W budynku Kapitanatu Portu Gdańsk znajduje się tablica pamiątkowa zawieszona „w hołdzie Wielkiemu Polakowi” w roku 1998. W roku 2010 w rodzinnym Wiskitnie odsłonięto obelisk z tablicą upamiętniającą miejsce narodzin kapitana. Od roku 2011 kpt. ż.w. Tadeusz Ziółkowski ma swoją gwiazdę w Ogólnopolskiej Alei Zasłużonych Ludzi Morza w Rewie.